# Constant Fidèle Armand Piron
Pour les articles homonymes, voir Piron.
Constant Fidèle Armand Piron, né à Termonde en 1803 et mort à Vilvorde le 10 avril 1866, est un policier, écrivain et biographe belge.

## Carrière
Constant Fidèle Armand Piron, fit carrière dans la police de Vilvorde dont il devint commissaire.
Il avait épousé Mlle Geleedts.
Il eut également une activité littéraire tant en néerlandais qu'en français.
On retient principalement de lui son dictionnaire biographique des belges marquants publié à Malines en 1860 : Algemeene levensbeschryving der mannen en vrouwen van België welke zich door hunne dapperheid, vernuft, geest... eenen naem verworven hebben, sedert de eerste tijden tot den dag van heden.

## Œuvre
- (nl) Constant Fidèle Armand Piron, Algemeene levensbeschryving der mannen en vrouwen van België : welke zich door hunne dapperheid, vernuft, geest... eenen naem verworven hebben, sedert de eerste tijden tot den dag van heden, Malines, Olbrechts, 1860 (lire en ligne)

## Iconographie
Il existe un portrait lithographié de lui, par Louis Van Peteghem.